# Caíque França
Caíque França Godoy (San Paolo, 3 giugno 1995) è un calciatore brasiliano, portiere dello Sport Recife.

## Carriera
Caíque França è cresciuto nel settore giovanile del Corinthians dove è arrivato nel 2003 all'età di otto anni. Nel 2013 ha iniziato ad allenarsi con la prima squadra, dove è stato promosso definitivamente nel 2015 quando ha firmato il suo primo contratto professionistico di durata biennale. Il 19 giugno 2016 ha fatto il suo esordio ufficiale sostituendo a fine primo tempo Cássio nell'incontro di Série A vinto 3-1 contro il Botafogo. L'anno successivo ha rinnovato il contratto fino al 2020 venendo confermato come terzo portiere della rosa dietro a Cássio e Walter. Nel corso della stagione ha giocato un incontro nel Campionato Paulista e 3 incontri in Série A, vincendo entrambe le competizioni.
Nel 2018 non ha disputato alcun incontro e nel mese di dicembre è stato definito il suo prestito all'Oeste per la stagione 2019. Dopo poche settimane il giocatore ha fatto però rientro al Timão dopo alcune incomprensioni con l'allenatore. Nel 2019 ha giocato un solo incontro in Série A ed a fine anno dopo aver rinnovato il contratto fino al 2021 è stato ceduto nuovamente all'Oeste per la stagione 2020. Con il club rossonero ha debuttato il 22 gennaio 2020 contro il Grêmio Novorizontino nel Campionato Paulista e complessivamente ha preso parte a 28 incontri fra campionato statale e Série B. Tornato al Corinthians, è stato inizialmente designato come seconda scelta dopo la partenza di Walter, ma è stato in poco tempo superato nelle gerarchie dal giovane Matheus Donelli, finendo per non giocare alcun incontro. Al termine della stagione è rimasto senza squadra.
Il 4 gennaio 2022 si è accordato con il Ponte Preta che gli ha offerto un contratto annuale.  Nel club bianconero ha giocato una stagione da titolare ottenendo il rinnovo per ulteriori due stagioni.

## Statistiche

### Presenze e reti nei club
Statistiche aggiornate al 13 luglio 2024.
| Stagione           | Squadra            | Campionato         | Campionato | Campionato | Coppe nazionali | Coppe nazionali | Coppe nazionali | Coppe continentali | Coppe continentali | Coppe continentali | Altre coppe | Altre coppe | Altre coppe | Totale | Totale | Totale |
| Stagione           | Squadra            | Comp               | Pres       | Reti       | Comp            | Pres            | Reti            | Comp               | Pres               | Reti               | Comp        | Pres        | Reti        | Pres   | Reti   |        |
| ------------------ | ------------------ | ------------------ | ---------- | ---------- | --------------- | --------------- | --------------- | ------------------ | ------------------ | ------------------ | ----------- | ----------- | ----------- | ------ | ------ | ------ |
| 2016               | Corinthians        | A1/SP+A            | 0+1        | 0          | CB              | 0               | 0               | CL                 | 0                  | 0                  |             | -           | -           | 1      | 0      |        |
| 2017               | Corinthians        | A1/SP+A            | 1+3        | -1 ; -1    | CB              | 0               | 0               | CS                 | 0                  | 0                  |             | -           | -           | 4      | -2     |        |
| 2018               | Corinthians        | A1/SP+A            | 0          | 0          | CB              | 0               | 0               | CL                 | 0                  | 0                  |             | -           | -           | 0      | 0      |        |
| 2019               | Corinthians        | A1/SP+A            | 0+1        | 0          | CB              | 0               | 0               | CS                 | 0                  | 0                  |             | -           | -           | 1      | 0      |        |
| 2020               | Oeste              | A1/SP+B            | 8+20       | -14 ; -27  | CB              | 0               | 0               |                    | -                  | -                  |             | -           | -           | 28     | -41    |        |
| 2021               | Corinthians        | A1/SP+A            | 0          | 0          | CB              | 0               | 0               | CS                 | 0                  | 0                  |             | -           | -           | 0      | 0      |        |
| Totale Corinthians | Totale Corinthians | Totale Corinthians | 6          | -2         |                 | 0               | 0               |                    | 0                  | 0                  |             | -           | -           | 6      | -2     |        |
| 2022               | Ponte Preta        | A1/SP+B            | 0+35       | -36        | CB              | 0               | 0               |                    | -                  | -                  |             | -           | -           | 35     | -36    |        |
| 2023               | Ponte Preta        | A2/SP+B            | 20+36      | -15 ; -35  | CB              | 2               | -2              |                    | -                  | -                  |             | -           | -           | 37     | -30    |        |
| Totale Ponte Preta | Totale Ponte Preta | Totale Ponte Preta | 91         | -86        |                 | 2               | -2              |                    | 0                  | 0                  |             | -           | -           | 93     | -88    |        |
| 2024               | Sport Recife       | A1/PE+B            | 9+13       | -3+ -12    | CN+CB           | 9+4             | -11+ -3         |                    | -                  | -                  |             | -           | -           | 35     | -29    |        |
| Totale carriera    | Totale carriera    | Totale carriera    | 147        | -144       |                 | 15              | -16             |                    | 0                  | 0                  |             | -           | -           | 162    | -160   |        |

## Palmarès

### Club

#### Competizioni statali
- Campionato paulista: 3

Corinthians: 2017, 2018, 2019
- Campionato Paulista A2: 1

Ponte Preta: 2023
- Campionato Pernambucano: 1

Sport Recife: 2024

#### Competizioni nazionali
- Campionato brasiliano: 1

Corinthians: 2017